# Les Dieux du dimanche
Pour plus de détails, voir Fiche technique et Distribution.
Les Dieux du dimanche est un film français réalisé par René Lucot, sorti en 1949 à Paris.

## Synopsis
La vie des vedettes du football avant, pendant et après la Seconde Guerre mondiale.

## Fiche technique
- Titre : Les Dieux du dimanche
- Réalisation : René Lucot, assisté de Jean Prat
- Scénario : Pierre Jarry et René Lucot
- Adaptation et dialogues : Pierre Jarry
- Photographie : René Gaveau
- Montage : Germaine Artus
- Musique : Jean Yatove
- Décors : Robert Hubert
- Son : Roger Rampillon
- Directeur de production : Lucien Viard
- Société de production :  Bervia Films
- Pays de production :   France
- Langue de tournage : Français
- Format : Noir et blanc — 35 mm — 1,37:1 — Son : Mono
- Genre : Film dramatique
- Durée : 95 minutes
- Date de sortie :
  - France : 9 février 1949 (Paris)

## Distribution
- Marc Cassot : Martin Lambert
- Alexandre Rignault : Léon Thévenin
- Claire Mafféi : Jeannette Thévenin
- René Génin : docteur Scheffer
- Georges Chamarat : Emile Lambert
- Olivier Hussenot : Félix
- Yves Robert : Guillot (première apparition à l'écran d'Yves Robert)
- Jean Daurand : Charles Lambert
- Germaine Delbat : Madame Lambert
- Émile Genevois : Carrel
- Jean Carry : le camarade de guerre
- Michel Retaux : un sportif
- Henry Valbel : le capitaine
- Henri Charrett : Gustave
- Serge Nadaud : Rabaud
- Paulette Frantz